# Никола Поппавлов
Никола или Николай Поппавлов (изписване до 1945 година: Никола попъ Павловъ) е български свещеник, иконописец, представител на Дебърската художествена школа.

## Биография
Роден е в Шипка, Казанлъшко, в семейството на зографа и свещеник от Дебърско Павел Зограф в 1839 година.
Учи иконопис при баща си и работи с него. В Дряновския манастир има много добра тяхна икона на „Животворящ източник“, надписана „Папа Павел и Николай Попович“. В 1862 година двамата работят стенописите в Соколския манастир. Над западната стена отвътре оставят надпис: „Изобразисѧ сей Бжтвеный храмъ. Бжтвены и сщенны обители. Въ лето. 1862 октомврi. 25ты. Живописец I. пап. Павелъ и син егѡ Николай... Шипка“. Двамата изобразяват в купола Господ Иисус Христос. На западната стена има няколко композиции: Биение Христово и Поругание, Успение Богородично и Юга получава 30 сребърника, Свети Онуфрий Габровски и Архангел Михаил, Христови сцени, някои български светци и други. В куполите на притвора отвън са сцени от Апокалипсиса. Някои сцени по стената под тях са замазани. Иконостасната икона на Свети Георги е надписана „Живописца папа Павел и синъ егѡ Николай Попович 1863“.
Поп Никола е автор на иконите в храма „Свети Архангел Михаил“ в село Чолаковци, Търновско, където има надпис „Писа Нiкола по Павлев Шипченски 1873“. Двамата рисуват иконите в храма „Свети Димитър“ в Млечево, Севлиевско. На Богородичната икона поп Никола се подписва по същия начин с дата 1876. Той работи в 1883 година в „Свети Георги“ село Дъбово и в 1891 – 1892 година в Шипка. Икони от него има в Казанлъшкия музей – слаба на свети Харалампий и друга, рисувана по щампа.
И поп Павел, и Николай са дейци на революционното движение и сподвижници на Васил Левски.
Поп Павел и синът му поп Никола (1839 – 1910) са посредствени зографи, особено поп Николай. Срещат затруднения при изписването на светците – образите са еднообразни, фигурите са къси, разглобени и в неестествени пози.
Поп Никола умира в 1910 година.